# LINDBERG I
『LINDBERG I』（リンドバーグ・ワン）は、LINDBERGの1枚目のオリジナル・アルバム。
1989年4月25日発売。発売元は徳間ジャパンのジャパンレコーズレーベル。

## 解説
LINDBERGのデビュー・アルバムで、シングル『ROUTE 246』と同時発売。
ブレイク後と違い、本作ではZIGGYの森重樹一や、LAUGHIN' NOSE・COBRAのPON&NAOKI、また元筋肉少女帯のメンバーでもあった三柴江戸蔵等、外部作家陣から楽曲提供されていた。
メンバーの自作曲は4,6,8,11曲目の半分程度で、渡瀬マキが作詞した曲は11曲目の『MINE』のみであるが、4,5,6,8,10曲目あたりのトラックは、LINDBERGによるアレンジである。
ジャケットの写真は渋谷“Take Off 7”でのライブ終了後に、渋谷公園通りのホテル前で撮影されたもの。
ブックレットには、渡瀬が本名の渡瀬麻紀名義で書いたコメントが掲載されている。

## 収録曲
| 全作詞: 朝野深雪（特記以外）、全編曲: LINDBERG（特記以外）。 |                                                      |                      |             |      |
| #                                                            | タイトル                                             | 作詞                 | 作曲        | 時間 |
| 1.                                                           | 「STEP IN NOW」(編曲: 井上龍仁)                      | 朝野深雪（特記以外） | 井上龍仁    | 4:06 |
| 2.                                                           | 「BLUE AFTER BLUE」(編曲: 下山淳)                    | 朝野深雪（特記以外） | 井上龍仁    | 4:51 |
| 3.                                                           | 「ROUTE 246」(編曲: 井上龍仁)                        | 朝野深雪（特記以外） | 森重樹一    | 3:34 |
| 4.                                                           | 「25時のSTRANGER」                                   | 朝野深雪（特記以外） | 川添智久    | 3:49 |
| 5.                                                           | 「SHALL WE DANCE?」                                  | 朝野深雪（特記以外） | 佐藤宣彦    | 3:50 |
| 6.                                                           | 「違う街、同じ月」                                   | 朝野深雪（特記以外） | 平川達也    | 4:24 |
| 7.                                                           | 「BAD IN BED」(作詞: ポン&ナオキ / 編曲: 佐藤宣彦)   | 朝野深雪（特記以外） | ポン&ナオキ | 4:40 |
| 8.                                                           | 「CRAZY DIAMOND」(作詞: みかみ麗緒)                  | 朝野深雪（特記以外） | 平川達也    | 2:49 |
| 9.                                                           | 「TAKE ME HIGH」(作詞: ポン&ナオキ / 編曲: 佐藤宣彦) | 朝野深雪（特記以外） | ポン&ナオキ | 4:07 |
| 10.                                                          | 「A HARD DAYS NIGHT」                                | 朝野深雪             | 佐藤宣彦    | 3:22 |
| 11.                                                          | 「MINE」(作詞: 渡瀬麻紀 / 編曲: 下山淳)              | 朝野深雪（特記以外） | 平川達也    | 6:27 |
| 12.                                                          | 「EPILOGUE〜SILENT DE JAVE〜」(編曲: 三柴江戸蔵)     | 朝野深雪（特記以外） | 三柴江戸蔵  | 4:25 |
| 合計時間:                                                    | 合計時間:                                            | 合計時間:            | 50:24       |      |

### 楽曲解説
1. STEP IN NOW
2枚目のシングル『今すぐKiss Me』のカップリング曲としてシングルカット。
2. BLUE AFTER BLUE
デビューシングル『ROUTE 246』のカップリング曲。
3. ROUTE 246
デビュー・シングル曲。本作と同時発売。
4. 25時のSTRANGER
5. SHALL WE DANCE?
6. 違う街、同じ月
7. BAD IN BED
8. CRAZY DIAMOND
9. TAKE ME HIGH
10. A HARD DAYS NIGHT
11. MINE
渡瀬マキが初めて作詞を担当した曲で、作詞:渡瀬麻紀となっている。
渡瀬がアイドル時代から歌っていた楽曲だが、LINDBERGとなってからもライブの定番曲となり、解散するまでずっと歌い続けられた。
12. EPILOGUE〜SILENT DE JAVE〜

## 関連作品
- GOLDEN☆BEST リンドバーグ EARLY FLIGHT